# Renault Zo
Der Renault Zo ist ein Konzeptfahrzeug des französischen Herstellers Renault, das im Jahre 1999 auf dem Genfer Auto-Salon vorgestellt wurde.

## Motor
Der Zo wurde von einem 2,0 Liter 16V Dieselmotor mit Direkteinspritzung mit 136 PS (100 kW) angetrieben. Die Schaltung übernahm ein Sechs-Gang-Automatikgetriebe.

## Innovation
Die Plattform und das Chassis basieren auf dem Renault Spider. Somit ist der Zo ein reiner zweisitziger Roadster mit einem Suspensions System mit pneumatischer Feder und einer Hydraulikpumpe, das die Fahrthöhe selbst im Fahren regulieren kann. Insgesamt gibt es nur drei Rundinstrumente für die Drehzahl, die Geschwindigkeit und die Tankanzeige.